# Santa María, Salta
Santa María är en ort i Argentina.   Den ligger i provinsen Salta, i den norra delen av landet, 1 500 km norr om huvudstaden Buenos Aires. Santa María ligger 275 meter över havet och antalet invånare är 994.
Terrängen runt Santa María är mycket platt. Runt Santa María är det mycket glesbefolkat, med 7 invånare per kvadratkilometer.. Närmaste större samhälle är Santa Victoria, 18,0 km sydost om Santa María.
I omgivningarna runt Santa María växer i huvudsak lövfällande lövskog.